# HD 159433
HD 159433 (Q Scorpii) é uma estrela na direção da Scorpius. Possui uma ascensão reta de 17h 36m 32.85s e uma declinação de −38° 38′ 05.5″. Sua magnitude aparente é igual a 4.26. Considerando sua distância de 144 anos-luz em relação à Terra, sua magnitude absoluta é igual a 1.03. Pertence à classe espectral G8/K0III/IV.